# Германия на зимних Олимпийских играх 1998
На Зимних Олимпийских играх 1998 года Германию представляло 125 человек (78 мужчин, 47 женщин). Они завоевали 12 золотых, 9 серебряных и 8 бронзовых медалей, что вывело германскую сборную на 1-е место в неофициальном командном зачёте.

## Медалисты
| Медаль  | Спортсмен                                                | Вид спорта         | Дисциплина                             |
| ------- | -------------------------------------------------------- | ------------------ | -------------------------------------- |
| Золото  | Катя Зайцингер                                           | Горнолыжный спорт  | Женщины, скоростной спуск              |
| Золото  | Хильде Герг                                              | Горнолыжный спорт  | Женщины, слалом                        |
| Золото  | Катя Зайцингер                                           | Горнолыжный спорт  | Женщины, комбинация                    |
| Золото  | Свен Фишер Петер Зендель Франк Лук Рикко Гросс           | Биатлон            | Мужчины, эстафета 4 x 7,5 км           |
| Золото  | Уши Дизль Мартина Целльнер Катрин Апель Петра Беле       | Биатлон            | Женщины, эстафета 4 x 7,5 км           |
| Золото  | Кристоф Ланген Маркус Циммерман Марко Якобс Олаф Хампель | Бобслей            | Мужчины, четвёрки                      |
| Золото  | Штефан Крауссе Ян Берендт                                | Санный спорт       | Мужчины, двойки                        |
| Золото  | Георг Хакль                                              | Санный спорт       | Мужчины, одиночки                      |
| Золото  | Зильке Краусхаар                                         | Санный спорт       | Женщины, одиночки                      |
| Золото  | Никола Тост                                              | Сноубординг        | Женщины, хафпайп                       |
| Золото  | Гунда Ниманн-Штирнеманн                                  | Конькобежный спорт | Женщины, 3000 м                        |
| Золото  | Клаудия Пехштайн                                         | Конькобежный спорт | Женщины, 5000 м                        |
| Серебро | Мартина Эртль                                            | Горнолыжный спорт  | Женщины, комбинация                    |
| Серебро | Уши Дизль                                                | Биатлон            | Женщины, спринт                        |
| Серебро | Татьяна Миттермайер                                      | Фристайл           | Женщины, могул                         |
| Серебро | Барбара Нидернхубер                                      | Санный спорт       | Женщины, одиночки                      |
| Серебро | Свен Ханнаваль Мартин Шмитт Хансйёрг Екле Дитер Тома     | Прыжки с трамплина | Мужчины, К-120, командное первенство   |
| Серебро | Хайди Ренот                                              | Сноубординг        | Женщины, гигантский слалом             |
| Серебро | Гунда Ниманн-Штирнеманн                                  | Конькобежный спорт | Женщины, 1500 м                        |
| Серебро | Клаудия Пехштайн                                         | Конькобежный спорт | Женщины, 3000 м                        |
| Серебро | Гунда Ниманн-Штирнеманн                                  | Конькобежный спорт | Женщины, 5000 м                        |
| Бронза  | Хильде Герг                                              | Горнолыжный спорт  | Женщины, комбинация                    |
| Бронза  | Катя Зайцингер                                           | Горнолыжный спорт  | Женщины, гигантский слалом             |
| Бронза  | Катрин Апель                                             | Биатлон            | Женщины, спринт                        |
| Бронза  | Уши Дизль                                                | Биатлон            | Женщины, индивидуальная гонка на 15 км |
| Бронза  | Кристоф Ланген Маркус Циммерман                          | Бобслей            | Мужчины, двойки                        |
| Бронза  | Инго Штойер Манди Вётцель                                | Фигурное катание   | Спортивные пары                        |
| Бронза  | Йенс Мюллер                                              | Санный спорт       | Спортивные пары                        |
| Бронза  | Анни Фризингер                                           | Конькобежный спорт | Женщины, 3000 м                        |